# أكيرا أوغاتا
أكيرا أوغاتا (باليابانية: 緒方章 ) (و. 1887 – 1978 م) هو كيميائي، وأستاذ جامعي ياباني، ولد في أوساكا، توفي في اليابان، عن عمر يناهز 91 عاماً.

## التعليم
تعلم في جامعة هومبولت في برلين.